# Mastophora brescoviti
Mastophora brescoviti är en spindelart som beskrevs av Levi 2003. Mastophora brescoviti ingår i släktet Mastophora och familjen hjulspindlar. Inga underarter finns listade i Catalogue of Life.